# Ermita de Sant Nicolau de Bari (Castelló de la Plana)
L'Ermita de Sant Nicolau de Bari, situada al carrer Alloza, 143; antic «carrer d'Amunt», a Castelló de la Plana, a la comarca de la Plana Alta, també coneguda com a església de Sant Nicolau de Bari, és un edifici catalogat, de manera genèrica, com bé immoble de rellevància local

## Història
L'actual església, considerada primerament com a ermita, està localitzada al mateix lloc on estava una antiga mesquita islàmica. El carrer on es troba estava, al moment de construcció de la mesquita, pegada a les muralles medievals. Quan es va dur a terme la seva reconversió en temple catòlic, l'any 1535, en un primer moment es va utilitzar com a ermita destinada a la catequesi dels musulmans conversos de la ciutat.
Amb el pas del temps aquesta ermita ha sofert nombroses intervencions i rehabilitacions fins a arribar a l'estat actual. Entre elles, entre 1608 i 1611 es va encarregar la realització del retaule de l'altar major a l'escultor Joan Baptista Vázquez; entre 1645 i 1664 es realitzen obres promogudes pel Consell Municipal, propietari de l'edifici; el 1685 es construeixen les capelles laterals, tres en total, i s'afegeix una crugia més a la nau central, tot això sota la direcció del mestre Pedro Vilallave; el 1736 s'amplia la sagristia i es restaura el temple, el resultat és el temple actual, malgrat que l'any 1780 es va construir la casa de l'ermità, que estava adossada a un dels laterals de l'ermita, la qual es va esfondrar fa temps.
Durant el segle xix es van realitzar algunes millores, com l'encàrrec, en 1806, d'un nou retaule major, sota la direcció de l'escultor Cristobal Maurat (1755-1817), que no ha arribat als nostres dies; o la col·locació de la portada de pedra per a la façana de l'església en 1828.
Ja al segle xx, en acabar-se la guerra civil, després d'haver estat utilitzada durant el conflicte bèl·lic com a seu d'una lògia maçònica, es passa a reformar-la. El 1981 es va realitzar l'última gran intervenció en la qual es va reformar l'altar, i es va decorar i pintar tot l'interior. Com pot comprendre's totes aquestes intervencions al llarg de la seva història han fet que l'estructura actual tingui poca semblança amb l'ermita inicial. En l'actualitat el manteniment i conservació d'aquesta església està a càrrec de la Junta de Veïns i els Clavaris del carrer on qual se situa.

## Descripció
Es tracta d'un temple de nau única i quatre crugies, amb tres capelles laterals, tot això amb coberta en volta de canó, exceptuant la zona del presbiteri, que se separa de la resta de la nau mitjançant una cancel·la metàl·lica, amb una coberta en forma de cúpula cega.
La façana, que data de 1828, és de pedra, amb dibuix simulant carreus regulars, amb pilastres que arriben a la cornisa mixtilínea. La porta d'accés té llinda, amb portada i sòcol de pedra. Sobre ella un óculo amb cristall i reixes, i al final de l'eix de simetria de la façana una espadanya i adorns laterals de gerros. Al lateral de l'accés es pot observar un retaule ceràmic en el qual es representa Sant Nicolau de Bari i una llegenda que diu: «Església prioral de Sant Nicolau de Bari. Fundada en 1535».
De l'interior podem destacar el retaule de l'altar major, en el qual dins d'una fornícula es pot contemplar una imatge de Sant Nicolau, obra de Joan Baptista Folía i Prada de Conflent, datada de la dècada de 1940. També cal assenyalar l'oli de Sant Nicolau, datat de 1775, pintat per José Camarón Boronat, conservat a la sagristia de l'església i que en l'actualitat està en el Museu de la Cocatedral de Santa Maria.

## Festes
Aquesta ermita rep molts visitants sobretot els dilluns, a causa de la tradició de les «caminades a Sant Nicolau», segons la qual, si es realitzen tres caminades seguides durant tres dilluns consecutius, el sant atorga un favor.
La festa de Sant Nicolau és el 6 de desembre, dins dels actes festius destaquen la missa major; la processó, coneguda com «la Tornà»; el repartiment del pa; així com altres actes religiosos i populars.